# Lucas Cândido (Fußballspieler)
Lucas Cândido Silva (* 25. Dezember 1993 in Uberlândia) ist ein brasilianischer Fußballspieler. Der Rechtsfuß wird auch im linken Mittelfeld eingesetzt.

## Karriere
Lucas Cândido startete seine Laufbahn in der Jugendmannschaft von Atlético Mineiro. Hier schaffte er auch den Sprung in die Profimannschaft. Seinen ersten Einsatz hatte der Spieler in der Série A am 7. Juli 2013. Hier wurde er in der 80. Minute gegen den Criciúma EC eingewechselt. In derselben Saison erzielte Cândido am 20. Oktober gegen den CR Flamengo auch sein erstes Tor als Profi. In 2013 gewann sein Klub gewann auch die Copa Libertadores 2013, er nahm an dem Wettbewerb aber nur einziges Mal als Reservespieler teil. Das Spiel gegen die Newell’s Old Boys am 4. Juli 2013 musste er vollständig von Bank verfolgen. Seinen ersten Einsatz auf internationaler Klubebene hatte Cândido bei der FIFA-Klub-Weltmeisterschaft 2013 am 18. Dezember gegen Raja Casablanca. Er erreichte mit der Mannschaft den dritten Platz. Am 19. Februar 2014 zog der Spieler sich eine Knieverletzung zu. Aufgrund dieser fiel er für den Rest der Saison aus. Erst am 1. Februar 2015 saß er in der Staatsmeisterschaft von Minas Gerais das erste Mal wieder auf der Bank. Nach seiner Rückkehr kam Cândido weiterhin zu wenigen Einsätzen. Im Juli 2019 wurde er bis Ende 2021 an den EC Vitória ausgeliehen. Im August 2020 wurde Cândido vorzeitig fest von Vitória eingestellt. Bei dem Klub blieb er bis Vertragsende im Februar 2021.
Im Mai 2021 fand Cândido in der AA Ponte Preta einen neuen Arbeitgeber. Der Vertrag erhielt eine Laufzeit bis zum Ende der Série B 2021 Ende November des Jahres. Im Januar 2022 wurde der Wechsel des Spielers zu al-Dhafra in die VAE bekannt. Der Vertrag erhielt eine Laufzeit bis zum Ende der UAE Pro League 2022/23.
Ende Juli 2023 wechselte Cândido in den Iran zum Foolad FC. Der Kontrakt erhielt eine Laufzeit über zwei Jahre, wurde aber bereits nach Beendigung der Saison 2023/24 in Juni 2024 beendet. Seitdem ist der Spieler ohne neue Anstellung.

## Nationalmannschaft
Mit der U-20 Auswahl Brasiliens nahm Cândido an der U-20-Fußball-Südamerikameisterschaft 2013 teil.

## Erfolge
Atlético Mineiro
- Copa Libertadores: 2013
- Staatsmeisterschaft von Minas Gerais: 2015, 2017